# Kellersche Anstalten

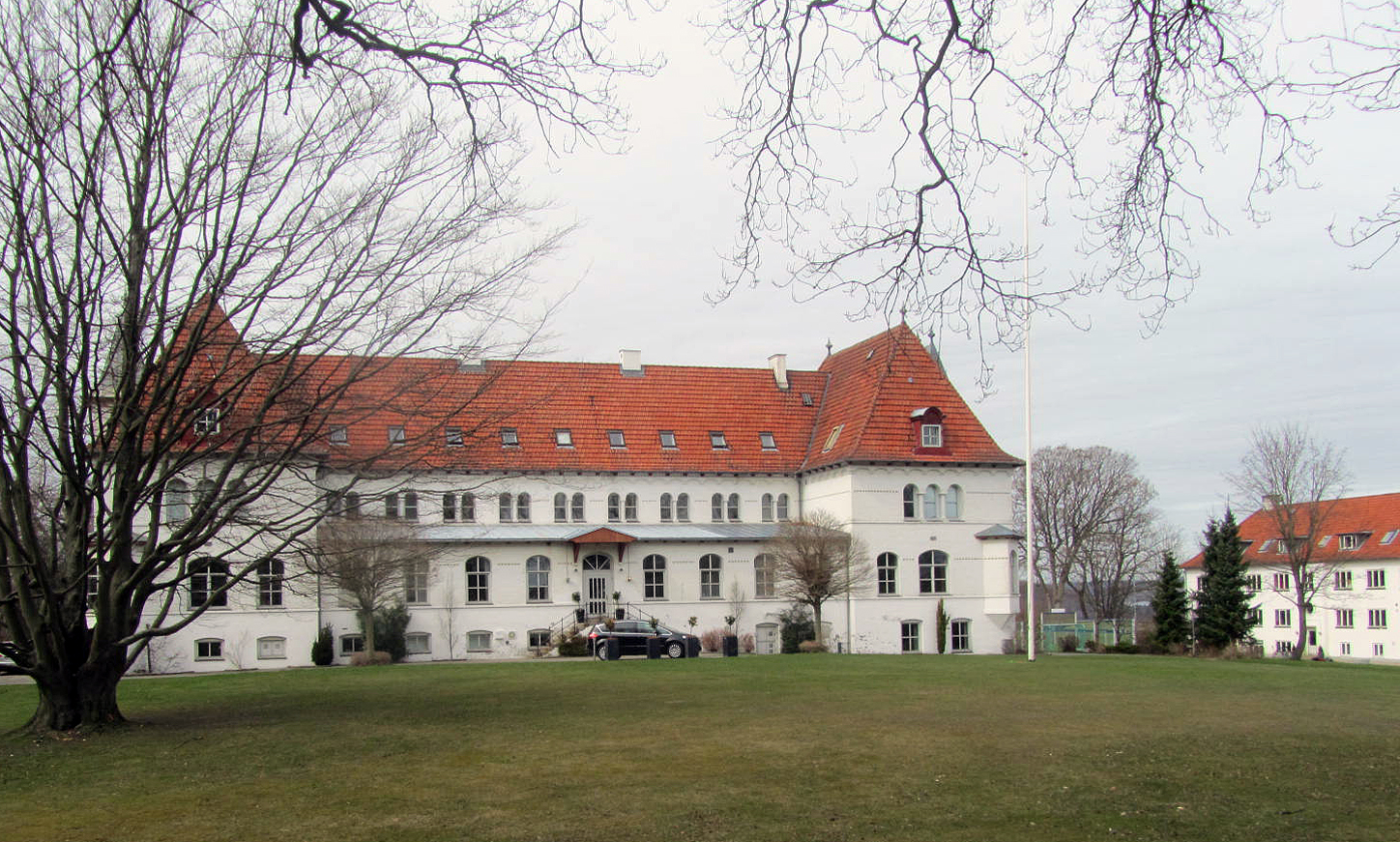
Ehemalige Kellersche Anstalt in Brejning

Die Kellerschen Anstalten waren eine dänische Einrichtung zur Unterbringung psychisch Kranker bzw. geistig Behinderter, gegründet von Christian Keller (1858–1934). Sie ging auf eine Schule für Gehörlose zurück, die sein Vater, der Theologe Johan Keller (1830–1884), gegründet hatte.

## Zweck der Anstalten
Primärer Zweck der Kellerschen Anstalten war die Umsetzung eines aus heutiger Sicht unethischen Eugenik-Programms, zu dem auch Zwangssterilisationen entmündigter junger Frauen gehörten, die z. B. durch einen im sexuellen Bereich nicht den gesellschaftlichen Erwartungen entsprechenden Lebenswandel aufgefallen waren. Erst 1967 wurden die Zwangssterilisationen eingestellt.

## Anstaltsgebäude
Das erste Gebäude für männliche Psychiatriepatienten des Architekten Vilhelm Klein (1835–1913) wurde in Brejning im Juli 1899 eingeweiht. Weitere Betriebsstätten befanden sich auf der Insel Livø im Limfjord, auf der von 1911 bis 1970 geistesschwache und oft kriminelle Männer untergebracht wurden sowie auf der Insel Sprogø, auf der von 1923 bis 1961 weibliche Patienten untergebracht wurden.

## Aufarbeitung
Der Roman Verachtung (2011) von Jussi Adler-Olsen setzt sich literarisch mit der Einrichtung auf der Insel Sprogø in den 1950er-Jahren auseinander. Der Spielfilm Ustyrlig von Malou Reymann dramatisiert Ereignisse aus den 1930er-Jahren in der Mädchenanstalt auf derselben Insel.